# 司马雄
司马雄（？—329年），河内郡温县（今河南省焦作市温县）人，曹魏舞阳成侯司马防六世孙，南中郎将、持节、平南将军、彭城康王司马释之子，东晋宗室、官员。

## 生平
司马雄在父亲司马释死后被册立为彭城王。太安年间，童谣传说：“五马渡江，一马化龙。”永嘉之乱发生后，晋朝皇室沦亡覆灭，只有琅邪王司马睿、西阳王司马羕、南顿王司马宗、汝南王司马祐和彭城王司马雄五人渡过长江。
苏峻之乱发生后，司马雄在咸和二年十二月壬子（327年12月31日）与章武王司马休一起背叛朝廷，投奔苏峻。咸和四年（329年）二月，东晋各路军队攻克石头城，司马雄被杀死。司马雄过继别家的弟弟司马纮回到本宗承袭为彭城王。

## 家庭

### 兄弟
- 司马纮，东晋彭城王
- 司马钦，东晋散骑常侍、河间武王